# Saint-Pierre-de-Salerne
Saint-Pierre-de-Salerne là một xã của tỉnh Eure, thuộc vùng Normandie, miền bắc nước Pháp.